# Salogo
Pour le département, voir Salogo (département).
Salogo, parfois orthographié Salogho, est un village du département et la commune rurale de Salogo, dont il est le chef-lieu, situé dans la province du Ganzourgou et la région du Plateau-Central au Burkina Faso.

## Géographie

### Situation et environnement
Salogo est situé à environ 20 km au nord de Zorgho, le chef-lieu de la province.

### Démographie
- En 2003, le village comptait 3 368 habitants estimés[2].
- En 2006, le village comptait 3 892 habitants recensés[1].

## Économie
Du fait de sa position, Salogo est un centre important d'échanges marchands dans son secteur et le département.

## Transports
La ville est traversée par la route régionale 1 qui relie Boulsa à Zorgho, lui-même accessible depuis la route nationale 4 reliant Ouagadougou à la frontière nigérienne.

## Santé et éducation
Salogo accueille un centre de santé et de promotion sociale (CSPS) tandis que le centre médical avec antenne chirurgicale (CMA) se trouve à Zorgho.